# Parafia Niepokalanego Poczęcia Najświętszej Maryi Panny w Chmielniku
Parafia Niepokalanego Poczęcia Najświętszej Maryi Panny – parafia rzymskokatolicka w Chmielniku. Należy do dekanatu chmielnickiego diecezji kieleckiej. Założona w 1354. Mieści się przy Placu Kościelnym.